# Spirit Lake, Yukon
Spirit Lake är en sjö i Kanada.   Den ligger i territoriet Yukon, i den västra delen av landet, 4 100 km väster om huvudstaden Ottawa. Spirit Lake ligger 799 meter över havet.
Omgivningarna runt Spirit Lake är i huvudsak ett öppet busklandskap. Trakten runt Spirit Lake är nära nog obefolkad, med mindre än två invånare per kvadratkilometer.